# کاظم ساریخانی
کاظم ساریخانی (زاده ۱۶ فروردین ۱۳۵۷–۱۸ مهر ۱۳۹۲) جودوکار اهل کشور ایران بود.

## افتخارات
حاصل حضور کاظم ساریخانی در تیم ملی ۲۲ مدال رنگارنگ در عرصه بین‌الملل می‌باشد که اهم این افتخارات به شرح ذیل می‌باشد:
- - ۱۹۹۶ – مسابقات جودوی قهرمانی آسیا ویتنام (۷۱ کیلوگرم) – مقام سوم
- ۱۹۹۷ – مسابقات بین‌المللی جودو تفلیس (۷۱ کیلوگرم) – مقام دوم
- ۱۹۹۸ – مسابقات بین‌المللی جودو تفلیس (۸۱ کیلوگرم) – مقام سوم
- ۱۹۹۸ – بازی‌های آسیایی بانکوک (۸۱ کیلوگرم) – مقام سوم
- ۱۹۹۹ – مسابقات جودوی قهرمانی آسیا ونژو (۸۱ کیلوگرم) – مقام دوم
- ۲۰۰۰ – مسابقات جودوی قهرمانی آسیا اوزاکا (۸۱ کیلوگرم) – مقام اول
- ۲۰۰۰ – المپیک سیدنی – مقام هفتم
- ۲۰۰۱ – جام جهانی بین قاره ای بوداپست (۹۰ کیلوگرم) – مقام هفتم
- ۲۰۰۲ – جام جهانی بین قاره ای بوداپست (۸۱ کیلوگرم) – مقام پنجم
- ۲۰۰۲ – بازی‌های آسیایی بوسان (۸۱ کیلوگرم) – مقام پنجم[۱]

## شکست قهرمان المپیک
ساریخانی کسی بود که ماکوتو تاکیموتو ژاپنی و قهرمان المپیک سیدنی را در بازی‌های آسیایی اوزاکا ژاپن شکست داد و چهار ماه بعد تاکیموتو توانست مدال طلای المپیک سیدنی را به گردن بیاویزد.
البته ساریخانی در آن المپیک بخاطر مصدومیت شدید در ناحیه کتف به مقامی بهتر از هفتمی نتوانست دست یابد.

## مرگ
وی در ۱۸ مهر ۱۳۹۲ (۱۰ اکتبر ۲۰۱۳) پس طی یک دوره بیماری به دلیل عارضه مغزی در بیمارستان فیروزآبادی شهرری در سن ۳۵ سالگی درگذشت.